# Гут, Гудрун
Гудрун Гут (нем. Gudrun Gut), урождённая Гудрун Бредеманн (Gudrun Bredemann; род. 20 мая 1957 — немецкая певица, электронный музыкант.

## Биография
Родилась и выросла в Целле, в 1975 году переехала в Берлин и поступила в школу искусств, где училась с 1978 по 1984 год. Входила в первоначальный состав Einstürzende Neubauten. Участвовала в электронных пост-панковых группах Mania D и Malaria!. С 1993 года выступала в перформанс-проекте Miasma (совместно с Майрой Дэвис). Вела радиопрограмму  Oceanclub совместно с Томасом Фельманом. Основательница лейблов Moabit Musik и Monika Enterprise.
Считается одной из самых влиятельных фигур на немецкой пост-панк-сцене 1980-x.